# Regina Taylor
Regina Taylor (Dallas, 22 agosto 1960) è un'attrice, regista teatrale e drammaturga statunitense.
Nel 1993 ha vinto il Golden Globe per la miglior attrice in una serie drammatica, per la sua interpretazione nella serie televisiva Io volerò via.

## Biografia
Nata a Dallas, la Taylor si trasferì con la famiglia all'età di 12 anni in Oklahoma, dove subì un episodio di razzismo. Tornata con la sua famiglia a Dallas, la Taylor si diplomò nel 1977 e si laureò nel 1981. Si trasferì quindi a New York.
Nel 1980 fece il suo debutto in veste di attrice, interpretando un ruolo nel film TV Nurse. Dal 1991 al 1994 interpretò 39 episodi di Io volerò via.
Nel 1995 interpretò un ruolo in Clockers, diretto da Spike Lee. Nel 1998 affiancò Samuel L. Jackson e Kevin Spacey ne Il negoziatore, diretto da F. Gary Gray.
La Taylor è anche un'attrice e regista teatrale e una drammaturga. È stata la prima donna afroamericana ad interpretare a Broadway Giulietta in Romeo e Giulietta. Ha interpretato anche altri testi di William Shakespeare, come Macbeth e Come vi piace e ha scritto il dramma Drowning Crown. Nel 2002 ha scritto e diretto il musical Crowns.

## Filmografia parziale

### Cinema
- Conta su di me (Lean on Me), regia di John G. Avildsen (1989)
- Jersey Girl, regia di David Burton Morris (1992)
- Lontano da Isaiah (Losing Isaiah), regia di Stephen Gyllenhaal (1995)
- Clockers, regia di Spike Lee (1995)
- The Keeper, regia di Joe Brewster (1995)
- Spirit Lost, regia di Neema Barnette (1996)
- A Family Thing, regia di Richard Pearce (1996)
- Il coraggio della verità (Courage Under Fire), regia di Edward Zwick (1996)
- Il negoziatore (The Negotiator), regia di F. Gary Gray (1998)
- All Day and a Night, regia di Joe Robert Cole (2020)

### Televisione
- Nurse, regia di David Lowell Rich – film TV (1980)
- Crisis at Central High, regia di Lamont Johnson – film TV (1981)
- Concealed Enemies, regia di Jeff Bleckner – film TV (1984)
- Howard Beach: Making a Case for Murder, regia di Dick Lowry – film TV (1989)
- Io volerò via (I'll Fly Away) – serie TV, 38 episodi (1991-1993)
- Law & Order - I due volti della giustizia (Law & Order) – serie TV, episodi 1x17-5x08 (1991; 1994)
- I'll Fly Away: Then and Now, regia di Ian Sander – film TV (1993)
- Children of the Dust, regia di David Greene – miniserie TV (1995)
- Feds – serie TV, episodi sconosciuti (1997)
- Minaccia nell'Atlantico (Hostile Waters), regia di David Drudy – film TV (1997)
- Il terzo gemello (The Third Twin), regia di Tom McLoughlin – film TV (1997)
- Strange Justice, regia di Ernest Dickerson – film TV (1999)
- Cora Unashamed, regia di Deborah Pratt – film TV (2000)
- The Education of Max Bickford – serie TV, 22 episodi (2001-2002)
- In from the Night, regia di Peter Levin – film TV (2006)
- The Unit – serie TV, 58 episodi (2006-2009)
- Dig – serie TV, 10 episodi (2015)
- The First Lady - serie TV, 10 episodi (2022)
- Blue Bloods - serie TV, episodio 12x11 (2022)

## Doppiatrici italiane
Nelle versioni in italiano delle opere in cui ha recitato, Regina Taylor è stata doppiata da:
- Chiara Salerno in Grey's Anatomy, The First Lady, CSI: Vegas
- Roberta Greganti in Io volerò via
- Cinzia De Carolis in Law & Order - I due volti della giustizia (ep. 5x08)
- Barbara Castracane in The Unit
- Paola Giannetti ne Il coraggio della verità
- Alessandra Chiari in Blue Bloods